# Adrian Belew
Adrian Belew (n. el 23 de diciembre de 1949 como Robert Steven Belew en Covington, Kentucky, Estados Unidos) es un guitarrista, vocalista, multiinstrumentista, compositor y productor discográfico estadounidense, miembro del grupo británico de rock progresivo King Crimson, al cual se unió en 1981. Tiene un inusual enfoque impresionista en la ejecución de la guitarra, que evoca con mucha frecuencia onomatopeyas de animales, máquinas y otros elementos orquestales más allá de los sonidos convencionales del instrumento.

## Inicios

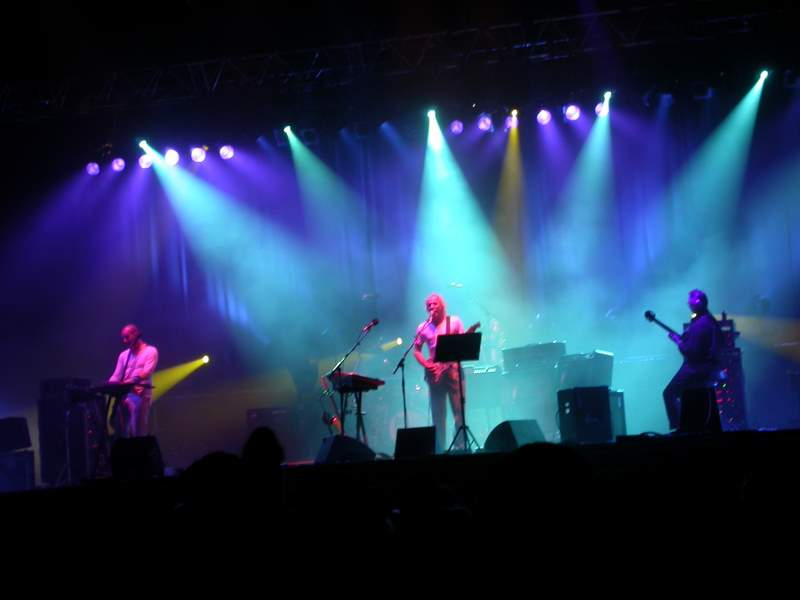
King Crimson en el Dour Festival (2003)

En los años 60, siendo estudiante de secundaria en su natal Kentucky, se unió a la banda marcial de su escuela tocando el tambor. Luego formó varias bandas que hacían versiones de temas de The Beatles, en las que tocaba la batería. A comienzos de los años 70 cambió su nombre de Robert Steven por el de "Adrian", que era más de su agrado.

### Encuentro con Frank Zappa
Adrian tocaba en un club en Nashville, Tennessee. en una banda de versiones la cual era la banda favorita del chófer de Frank Zappa. A Zappa le gustaba escuchar pequeñas bandas después de dar uno de sus conciertos y como acababa de terminar un concierto en Nashville su chófer le recomendó ir a ver a la banda de Adrian, idea que le gustó a Zappa. En medio de la presentación de la banda de Adrian llega Zappa con una enorme comitiva incluyendo a Terry Bozzio. Cuando la banda de Adrian tocaba Gimmie Shelter Zappa sube al escenario y estrecha la mano de Adrian y lo invita a una audición en Los Ángeles, California. La audición fue 6 meses después del encuentro y se le pidió a Adrian aprender un repertorio difícil de canciones de Zappa el cual tuvo que aprender en poco tiempo y con los discos de Zappa que sus amigos le prestaron Durante su audición Adrian se mostró nervioso e inexperto por lo después de la audición de más de 50 músicos espero hasta el final para hablar con Zappa para convencerlo de volver a intentarlo, Zappa accede y lo invita a su comedor para la reinterpretación. Adrian toca de la manera que deseaba desde el comienzo y al final Zappa le estrechan la mano y le confirma de que el trabajo era suyo
Mientras hacía parte de la banda de Zappa, en una gira conoce a David Bowie, que al verlo tocar la guitarra, queda impresionado y lo invita a unirse a su banda.
Ampliamente reconocido como un "ejecutante increíblemente versátil", Belew ha realizado cerca de veinte álbumes en solitario, que combinan un pop-rock inspirado en The Beatles, pero con matices más experimental. Su sencillo de 2005 "Beat Box Guitar" fue nominado a un premio Grammy como Mejor Interpretación Instrumental de Rock. Además de ser miembro de King Crimson también participa de la banda The Bears (de un sonido más pop) y a finales de los años 70 fue el líder de su propia banda, Gaga. Ha trabajado extensamente como músico de sesión y en giras, con artistas como Talking Heads, David Bowie, Frank Zappa, y Nine Inch Nails.
En 1989 colaboró con Mike Oldfield en el disco Earth Moving, concretamente puso su voz en la primera canción de la obra del músico británico, Holy (One Glance Is).
Belew ha incursionado recientemente en el desarrollo de instrumentos musicales, de la mano de Parker Guitars (por quien es patrocinado desde hace varios años), al participar en el diseño de un modelo exclusivo de Parker Fly que lleva su firma. Esta guitarra es notablemente diferente del modelo estándar, ya que viene equipada con dispositivos avanzados como un sustainer y un sistema avanzado de modelado de guitarra Line 6 Variax. También tiene la capacidad de recibir y enviar señal MIDI, lo que le permite ser usada con cualquier sintetizador usando este tipo de conectividad.

## Discografía

### Solista
- Lone Rhino (1982)
- Twang Bar King (1983)
- Desire Caught By the Tail (1986)
- Mr.Music Head (1989)
- Young Lions (1990)
- Desire of the Rhino King (1991)
- Inner Revolution (1992)
- Acoustic Adrian Belew (1993)
- Here (1994)
- The Guitar as Ochestra: Experimental Guitar Series, Vol. 1 (1995)
- Op Zop Too Wah (1996)
- Belew Prints: The Acoustic Adrian Belew, Vol. 2 (1998)
- Salad Days (1998)
- Coming Attractions (2000)
- Side One (2004)
- Side Two (2005)
- Side Three (2006)
- Side Four (2007)
- e (2009)
- Six String (album) (2018)